# آتشین سنگ‌زی
آتشین سنگ‌زی (نام علمی: Aethionema saxatile) نام یک گونه از سرده آتشین است.